# Tony Gallopin
Tony Gallopin (Dourdan, 24 de mayo de 1988) es un ciclista francés que fue profesional entre 2008 y 2023. Desde 2024 es director deportivo del Lotto Dstny.
Es hijo del antiguo ciclista Joël Gallopin y sobrino del director deportivo, Alain Gallopin. Estuvo casado con la también ciclista profesional Marion Rousse hasta el momento de una ruptura provocada por el romance entre Marion y Julian Allaphilipe.

## Biografía
Debutó en 2008 con el equipo Auber 93, después de dos temporadas en este equipo se unió al Cofidis, le Crédit en Ligne en 2010; en junio de ese año, consigue su primera victoria profesional en la tercera etapa del Tour de Luxemburgo en un final al sprint. Al final de la temporada 2010, fue seleccionado por Bernard Bourreau para participar en los campeonatos del mundo en categoría sub-23 que tuvieron lugar en Melbourne, Australia.
En 2011 ganó una etapa del Tour de Limousin y la Flèche d’Emeraude. Esta última contribuyó a Gallopin para  coronarse campeón de la Copa de Francia de Ciclismo.
En la temporada 2013 fue tercero en el Campeonato de Francia en Ruta. Después ganaría la Clásica de San Sebastián en una escapada a falta de 15 km a meta, manteniendo una diferencia de 28 segundos en los últimos kilómetros sobre sus perseguidores Valverde, Kreuziger, Nieve, Landa y Roche, consiguiendo así su quinta victoria profesional, pero la primera en el UCI WorldTour.

## Palmarés
2008
- París-Tours sub-23

2009
- 2.º en la contrarreloj de los Juegos Mediterráneos

2010
- 1 etapa del Tour de Luxemburgo

2011
- Flèche d’Emeraude
- 1 etapa del Tour de Limousin
- Copa de Francia (ver nota)[9]

2013
- 3.º en el Campeonato de Francia en Ruta
- Clásica de San Sebastián

2014
- 1 etapa del Tour de Francia

2015
- 1 etapa de la Estrella de Bessèges
- 1 etapa de la París-Niza
- 2.º en el Campeonato de Francia en Ruta

2016
- 3.º en el Campeonato de Francia Contrarreloj
- 2.º en el Campeonato de Francia en Ruta
- Gran Premio de Valonia

2017
- 1 etapa de la Estrella de Bessèges

2018
- Estrella de Bessèges, más 1 etapa
- 2.º en el Campeonato de Francia Contrarreloj
- 1 etapa de la Vuelta a España

## Resultados en Grandes Vueltas y Campeonatos del Mundo
| Carrera         | Carrera         | 2008 | 2009 | 2010 | 2011 | 2012 | 2013 | 2014 | 2015 | 2016 | 2017 | 2018 | 2019 | 2020 | 2021 | 2022 | 2023 |
| --------------- | --------------- | ---- | ---- | ---- | ---- | ---- | ---- | ---- | ---- | ---- | ---- | ---- | ---- | ---- | ---- | ---- | ---- |
|                 | Giro de Italia  | —    | —    | —    | —    | —    | —    | —    | —    | —    | —    | —    | Ab.  | Ab.  | 60.º | —    | —    |
|                 | Tour de Francia | —    | —    | —    | 79.º | Ab.  | 58.º | 29.º | 31.º | 71.º | 21.º | Ab.  | 56.º | —    | —    | 36.º | 86.º |
|                 | Vuelta a España | —    | —    | 89.º | —    | —    | —    | —    | —    | —    | —    | 11.º | —    | —    | —    | —    | —    |
| Mundial en Ruta | Mundial en Ruta | —    | —    | —    | 53.º | Ab.  | —    | 6.º  | 7.º  | —    | 13.º | 58.º | 23.º | —    | —    | —    | —    |

—: no participa

Ab.: abandono

## Equipos
- Auber 93 (2008-2009)
- Cofidis, le Crédit en Ligne (2010-2011)
- RadioShack (2012-2013)
  - RadioShack-Nissan (2012)
  - RadioShack Leopard (2013)
- Lotto (2014-2017)
  - Lotto Belisol (2014)
  - Lotto Soudal (2015-2017)
- AG2R (2018-2021)
  - AG2R La Mondiale (2018-2020)
  - AG2R Citroën Team (2021)
- Trek (2022-2023)
  - Trek-Segafredo (2022-2023)
  - Lidl-Trek (2023)